# Camptocladius devius
Camptocladius devius är en tvåvingeart som först beskrevs av Jean-Jacques Kieffer 1915.  Camptocladius devius ingår i släktet Camptocladius och familjen fjädermyggor.
Artens utbredningsområde är Tyskland. Inga underarter finns listade i Catalogue of Life.